# Nygolaimoides borborophilus
Nygolaimoides borborophilus är en rundmaskart. Nygolaimoides borborophilus ingår i släktet Nygolaimoides och familjen Nygolaimidae. Inga underarter finns listade i Catalogue of Life.